# Сен Пиер
 Тази статия е за френския град в Северна Америка.  За градчето в Северна Италия вижте Сен Пиер (Италия).  
Сен-Пиер (на френски: Saint-Pierre) е град, административен център на френското владение Сен Пиер и Микелон. Разположен е на остров Сен Пиер, в Атлантическия океан. През 1967 г. населението на града е било около 4600 жители, през 1999 г. – 5618, а по данни от 1 януари 2015 г. – 5415 души.
Градът притежава целогодишно незамръзващо пристанище. Основният поминък на населението е риболова, рибопреработката (предимно треска) и износ на тези продукти. Климатът е океански от северен тип има 120 мразовити дни в годината зимата продължава от октомври да май-юни а лятото от юли до септември през голяма част от годината е характерно облачно и ветровито време с изключение на лятото, температурите през дългата 8-9 месечна зима варират между -1 и +9 градуса но често се случва да са меки поради близостта на океана а през краткото 3 месечно лято от юли до септември температурите достигат + 23°С и се характеризира с слънчево и топло но не и горещо време 